# Rocco e i suoi fratelli
Rocco e i suoi fratelli (lit. ‘Rocco i els seus germans’) és una pel·lícula de 1960 dirigida per Luchino Visconti. És rodada en blanc i negre i pertany a la darrera època del Neorealisme italià.
El drama és l'estudi d'una família rural del sud d'Itàlia que emigra cap al nord en busca de feina i d'unes condiciones de vida millors. Però el gran contrast entre les condicions rurals del sud i la industrialitzada i impersonal ciutat causen problemes d'adaptació a la família, la matriarca de la qual perd l'autoritat i, els seus fills, davant la nova realitat urbana, reaccionen diferentment i acaben enfrontats entre ells. La família, pilar fonamental de l'estil de vida i tradicions del sud d'Itàlia, ha perdut la seva funció i unitat a la gran ciutat i acaba abocada a una ineluctable desintegració.
La pel·lícula està estructurada en cinc episodis que porten per títol el nom de cada un dels germans: Vicenzo, Simone, Rocco, Ciro i Luca.

## Argument
A la mort del seu marit, Rosaria Parondi, acompanyada dels seus fills Simone, Rocco, Ciro i Luca, abandona el sud d'Itàlia per instal·lar-se a Milà, on espera que la família sigui acollida per Vicenzo, el fill gran que va emigrar fa temps a la ciutat.
Vicenzo, que viu amb els seus sogres, planifica la seva boda amb Ginetta i la sobtada aparició dels familiars del sud en busca d'ajuda només representa un obstacle per als seus projectes. Una disputa entre els sogres de Vicenzo i Rosaria acaba provocant que els Parondi es mudin a un habitatge social, on Simone coneix Nadia, una jove que es guanya la vida com a prostituta i amb la qual inicia una relació. Abans de marxar a fer el servei militar, Rocco troba feina en una bugaderia i, paral·lelament, Ciro s'incorpora a una fàbrica d'Alfa Romeo i Simone comença una carrera de boxejador mentre el petit Luca fa companyia a la seva mare.
De nou a Milà després d'haver finalitzat el servei militar, Rocco inicia una relació amb Nadia, que ha abandonat Simone, i s'incorpora també al món de la boxa, que sembla oferir-li un futur més prometedor que al seu germà, baix de forma i que ha esdevingut alcohòlic. Quan descobreix l'idil·li entre el seu germà i Nadia, Simone embogeix de gelosia i apallissa brutalment Rocco abans de violar Nadia davant seu. Rocco renuncia al seu amor per pietat pel seu germà, ja que entén que està passant per un moment difícil. Això no obstant, no pot evitar que Simone, desesperat i vençut per la crisi que travessa, acabi assassinant Nadia a sang freda.
Els germans Parondi s'assabenten del crim durant la celebració d'una victòria de Rocco al ring i crea una irreparable divisió en el si de la família. Rocco insisteix a continuar ajudant Si
Finalment Luca emprèn el retorn cap a casa entre les fàbriques i edificis de formigó de la ciutat, tot acariciant pel camí els pòsters de Rocco, que ha esdevingut campió d'un esport al qual no pretenia dedicar-se.

## Repartiment[2]
| Intèrpret original | Personatge de ficció         |
| ------------------ | ---------------------------- |
| Alain Delon        | Rocco Parondi                |
| Renato Salvatori   | Simone Parondi               |
| Annie Girardot     | Nadia                        |
| Katina Paxinou     | Rosaria Parondi              |
| Spiros Focás       | Vincenzo Parondi             |
| Max Cartier        | Ciro Parondi                 |
| Rocco Vidolazzi    | Luca Parondi                 |
| Alessandra Panaro  | Promesa de Ciro              |
| Corrado Pani       | Ivo                          |
| Enzo Fiermonte     | Boxejador                    |
| Nino Castelnuovo   | Nino Rossi                   |
| Claudia Cardinale  | Ginetta                      |
| Renato Terra       | Alfredo, germà de Ginetta    |
| Roger Hanin        | Morini                       |
| Paolo Stoppa       | Cecchi                       |
| Suzy Delair        | Luisa                        |
| Claudia Mori       | Treballadora de la bugaderia |
| Adriana Asti       | Treballadora de la bugaderia |

## Premis i nominacions[3]
| Any  | Festival                                                                    | Premi                                              | Resultat  |
| ---- | --------------------------------------------------------------------------- | -------------------------------------------------- | --------- |
| 1960 | Festival Internacional de Cinema de Venècia                                 | Lleó d'Or                                          | Nominat   |
| 1960 | Festival Internacional de Cinema de Venècia                                 | Lleó d'Argent                                      | Guanyador |
| 1960 | Festival Internacional de Cinema de Venècia                                 | FIPRESCI                                           | Guanyador |
| 1961 | Premis David di Donatello                                                   | Millor producció (Migliore Produzion)              | Guanyador |
| 1961 | Sindicat Nacional Italià de Periodistes de Cinema (Premis Nastro d'argento) | Millor director                                    | Guanyador |
| 1961 | Sindicat Nacional Italià de Periodistes de Cinema (Premis Nastro d'argento) | Millor fotografia en blanc i negre                 | Guanyador |
| 1961 | Sindicat Nacional Italià de Periodistes de Cinema (Premis Nastro d'argento) | Millor guió                                        | Guanyador |
| 1962 | British Academy of Film and Television Arts                                 | Millor pel·lícula                                  | Nominat   |
| 1962 | British Academy of Film and Television Arts                                 | Millor actriu estrangera                           | Nominat   |
| 1962 | British Academy of Film and Television Arts                                 | Millor pel·lícula de parla no anglesa              | Nominat   |
| 1962 | Premis Bodil (Copenhaguen, Dinamarca)                                       | Millor pel·lícula europea (Bedste europæiske film) | Guanyador |